# Martin Burtscher
Martin Burtscher (* 1951 in Raggal) ist ein österreichischer Sportwissenschaftler, Sportmediziner und Hochschullehrer.

## Leben
Burtscher durchlief ein Lehramtsstudium, 1982 legte er an der Universität Innsbruck seine Doktorarbeit Zur Vegetation und Flora zweier Gletschervorfelder im Venedigergebiet vor. Er promovierte auch im Fach Medizin.
Burtscher war bis 1994 im Bezirkskrankenhaus in Hall in Tirol und ab 1995 am Institut für Sportwissenschaft der Universität Innsbruck als Assistent tätig. 1999 schloss er im Fach Sportwissenschaft seine Habilitation ab, der Titel seiner Arbeit lautete Bergsport: Risiko und Prävention: epidemiologische, pathophysiologische, leistungsphysiologische und sportmotorische Grundlagen. Bis 2003 blieb Burtscher im Amt des Assistenten. 2003 trat er an der Universität Innsbruck eine Professorenstelle für Sportwissenschaft mit den Schwerpunkten Leistungsphysiologie und Prävention an. Im Dezember 2017 wurde Burtscher an der Universität Innsbruck in den Ruhestand verabschiedet.
Burtscher war Vorsitzender der Österreichischen Gesellschaft für Alpin- und Höhenmedizin und besaß die wissenschaftliche Leitung beim Österreichischen Kuratorium für alpine Sicherheit. Er war im Österreichischen Alpenverein für die Bereiche Rettung und Gesundheit zuständig, beim Verband der Österreichischen Berg- und Skiführer sowie beim Kletterverband Österreich war er jeweils Verbandsarzt. Burtscher ist staatlich geprüfter Skilehrer, Bergführer und Skitrainer.

## Forschungsschwerpunkte
Burtscher befasste sich neben den Bereichen Höhenmedizin, Leistungsphysiologie und Stoffwechsel des Weiteren unter anderem eingehend mit Unfällen und Verletzungen im Skisport sowie mit dem Umgang mit Lawinen.

## Veröffentlichungen (Auswahl)
Martin Burtscher arbeitete an mehr als 250 Publikationen mit. Er gehörte dem Herausgeberkollektiv des 2015 veröffentlichten Buches Alpin- und Höhenmedizin an. Er war als Mitverfasser am 2011 erschienenen Buch Trekking & Höhenbergsteigen: ein medizinischer Ratgeber beteiligt.

## Auszeichnung
- 2023: Vorarlberger Wissenschaftspreis[11]